# Estación de Zúrich Affoltern
La estación de Zúrich Affoltern es una estación ferroviaria del barrio de Affoltern, perteneciente a la comuna suiza de Zúrich, en el Cantón de Zúrich.

## Situación
La estación se encuentra ubicada en el borde sureste del núcleo urbano del barrio de Affoltern, situado en el distrito 11 de la ciudad de Zúrich.
La estación de Zúrich Affoltern cuenta con dos andenes laterales, a los que acceden dos vías pasantes.
En términos ferroviarios, la estación se sitúa en la línea Wettingen - Effretikon. Sus dependencias ferroviarias colaterales son la estación de Regensdorf-Watt hacia Wettingen y la estación de Zúrich Seebach en dirección Effretikon.

## Servicios ferroviarios
El único servicio ferroviario existente en la estación es prestado por SBB-CFF-FFS, debido a que la estación está integrada dentro de la red de cercanías S-Bahn Zúrich, y en la que efectúan parada los trenes de una línea perteneciente a S-Bahn Zúrich:
- S 6 Baden – Regensdorf-Watt – Zúrich HB – Uetikon
- S 21 (Regensdorf-Watt – Oerlikon – Zúrich HB)